# Nancy Lynch
Nancy A. Lynch (1948) es una profesora del Instituto Tecnológico de Massachusetts (MIT). Es una Profesora NEC de Ingeniería de software en el Departamento de Ingeniería Eléctrica y Ciencias de Computación (EECS), y la cabeza del grupo de investigación de Teoría de Sistemas Distribuidos en el Laboratorio de Inteligencia Artificial y Ciencias de la Computación en el MIT.
Es autora de numerosos artículos de investigación sobre algoritmos distribuidos y resultados de imposibilidad, y sobre modelamiento formal y validación de sistemas distribuidos. También es la autora de los libros "Transacciones Atómicas" y "Algoritmos Distribuidos". Finalmente, es miembro de la National Academy of Engineering, y parte de la ACM.
Nancy Lynch se estudió matemáticas en el Brooklyn College y en el MIT. Impartió clases en las facultades de matemática y ciencias de computación de muchas otras universidades, incluyendo la Universidad Tufts, la Universidad del Sur de California y el Instituto Tecnológico de Georgia, antes de establecerse en la facultad del MIT en 1982. Desde entonces, Lynch ha trabajado en matemática aplicada a tareas de comprensión y construcción de sistemas distribuidos complejos.

## Reconocimientos
- 2001 Premio Dijkstra
- 2001 Academia Nacional de Ingeniería
- 2006 Premio Wijngaarden
- 2007 Premio Knuth
- 2007 Premio Dijkstra
- 2010: IEEE Emanuel R. Piore Award[1]
- 2012: Athena Lecturer[2]